# Прапор Белізу
Пра́пор Белі́зу — один з офіційних символів Белізу. Офіційно затверджений 21 вересня 1981 року. Співвідношення сторін прапора 2:3.
Прапор є прямокутним полотном синього кольору, внизу за зверху проведені вузькі червоні стрічки. Посередині прапора зображений герб Белізу. Кольорі на прапорі символізують дві політичні партії. Синій символізує Об'єднану демократичну партію Белізу, а червоний — Народну об'єднану партію Белізу.
Прапор Белізу є унікальним, адже це єдиний прапор, на якому присутні 12 кольорів. Крім того, це єдиний прапор незалежної країни, на якому зображена людина.

## Історичні прапори
|                                                                      |
| Прапор колонії Британський Гондурас 12 грудня 1919 — 21 вересня 1981 |

|                                                    |
| Неофіційний прапор 2 лютого 1950 — 21 вересня 1981 |

|                                              |
| Прапор генерал-губернатора з 21 вересня 1981 |